# Даниловський Сергій Юрійович
Сергі́й Ю́рійович Данило́вський (рос. Сергей Юрьевич Даниловский, груз. სერგეი იურის ძე დანილოვსკი; нар. 20 серпня 1981, Тбілісі, СРСР) — український то російський футболіст, півзахисник, відомий завдяки виступам у складі львівський «Карпат», одеського «Чорноморця», донецького «Металурга» та низки інших українських і російських клубів. У складі національної збірної України провів 1 матч. Майстер спорту України. По завершенні ігрової кар'єри — тренер.

## Клубна кар'єра
Вихованець львівського футболу, професійні виступи розпочав 1998 року у складі команди «Карпати-2».
У складі головної команди «Карпат» у вищій лізі чемпіонату України дебютував 18 березня 2000 року в матчі проти маріупольського «Металурга», який завершився поразкою 0:1.
2004 року перейшов до одеського «Чорноморця», а за три роки — до донецького «Металурга». Зазвичай грає на позиції опорного півзахисника, у «Металурзі» через велику кількість травмованих гравців у першій половині сезону 2009/10 у низці матчів був змушений грати на позиції центрального нападника.
Перейшов до складу криворізького «Кривбаса» на початку 2010 року і відразу ж отримав у команді капітанську пов'язку. За нову команду дебютував у першому ж її матчі у весняній частині сезону 2009/10  — виїзній грі проти київського «Динамо» 27 лютого 2010 року, яка завершилася поразкою 0:1.
На початку 2012 року у статусі вільного агента покинув «Кривбас» та підписав контракт з першоліговою «Говерлою-Закарпаття» і в першому ж сезоні допоміг команді виграти першу лігу і повернутись до Прем'єр-ліги.
Влітку 2012 року підписав однорічний контракт з російськими «Хімками».
Згодом грав у аматорських клубах з Львівської області «Рух» (Винники) та «Стандарт» (Артасів).

## Виступи за збірну
2001 року у складі молодіжної збірної віком до 20 років брав участь на молодіжному чемпіонаті світу, на якому зіграв в усіх чотирьох матчах збірної на турнірі.
У 2003 році провів 4 гри у складі молодіжної збірної України віком до 21 року, у яких відзначився двома забитими голами.
2007 року викликався до національної збірної України, у складі головної команд країни провів одну гру — товариський матч проти збірної Узбекистану 22 серпня 2007 року. Даниловський відіграв перший тайм і у перерві був замінений на Олега Шелаєва, а збірна здобула перемогу з рахунком 2:1. Більше до складу збірної Сергій не викликався.

## Тренерська кар'єра
По завершенні ігрової кар'єри став тренером академії «Карпат».
Згодом перебрався до Росії, де працював асистентом у клубах «Туапсе», «Красний» та «Зірка» (Санкт-Петербург), а також грав за клуб «Куркіно» у аматорському чемпіонаті Москви.

## Досягнення
- Бронзовий призер чемпіонату України з футболу сезону 2005/06.
- Переможець першої ліги: 2011-12.